# 鄭秀晶
鄭秀晶，英文名為Chrystal Soo Jung（
韓語：，羅馬化：Jung Soo-jung，1994年10月24日—），藝名水晶，美韓雙籍女歌手、演員及主持人，出生於加利福尼亚州舊金山，韓國女子團體f(x)成員，隊內擔任形象擔當、領唱及忙內。
2020年8月底，與SM娛樂合約到期不續約。2020年10月12日，與H&娛樂簽訂專屬合約，表示未來會為她展開更豐富的演藝活動做最大的努力。2024年2月底，與H&娛樂合約到期不續約，加入BANA娛樂，專注回歸音樂。

## 早年生活與教育程度
鄭秀晶於1994年10月24日出生於美國舊金山，父親是一名拳擊選手，母親是一名體操運動員，姐姐為前少女時代成員Jessica。2000年，鄭秀晶在韓國與媽媽、姐姐逛百貨公司的時候被SM娛樂星探發掘，當時只有6歲的她，因為年齡太小，直至2006年才正式進入公司訓練。
鄭秀晶回到韓國後一直就讀韓國肯特外語學校，之後轉學韓林演藝藝術高等學校。2012年，鄭秀晶被成均館大學和漢陽大學同時錄取，與父母商議後最終選擇成均館大學。2013年2月7日，在首爾翰林藝術高中的畢業典禮上獲學校頒發成就獎。2013年2月27日，鄭秀晶參加開學典禮正式入讀成均館大學成為表演藝術學系的學生，入學時的成績更是該學系的第一名。

## 職業生涯

### 早期生涯
- 在正式出道前，鄭秀晶早已以童星身份參演多個廣告。2000年起，先後在前輩神話《Wedding March》、Rain《Still Believe》以及SHINee《Juliette》的MV中亮相。

### 2009年：以f(x)出道
- 經過三年多的練習生生涯，鄭秀晶於2009年9月5日以f(x)的成員出道，其他成員包括中國籍Victoria、美籍台裔Amber和韓國籍Luna、Sulli，而鄭秀晶是組合裡的第二主唱、忙內及隊伍中心。f(x)於9月1日正式發行首張數位單曲《LA chA TA》的音源，並以該曲在MBC《Show! 音樂中心》正式出道。f(x)以卓越的歌舞能力和組合成員各自充滿魅力的個性成為備受關注新人，在年尾的韓國音樂頒獎典禮橫掃多個新人獎項。

### 2010年：綜藝與演技嘗試
- 2010年3月21日，鄭秀晶在運動型綜藝節目《出發夢之隊2》Couple特輯中與珉豪獲得第一名，並以1.8m打破女子跳高紀錄。憑著出色的運動細胞，在6月6日的女子跳高特輯，再次獲得第一名，更以1.95m打破自己所保持的跳高紀錄。
- 2010年7月，鄭秀晶首次挑戰演技活動，出演家庭情景喜劇《越看越可爱》，飾演郑秀晶，是一名性格开朗、古靈精怪的高中生，在劇中的著名台詞是：“正着念是鄭秀晶，倒着念也是鄭秀晶”和“哇哦”，並憑此劇榮獲MBC演藝大賞喜劇新人獎。

### 2011年－2013年：多棲發展、人氣持續上升
- 2011年，鄭秀晶接受出演韓國首個以花樣滑冰為主題的真人秀節目《金妍儿的Kiss & Cry》。鄭秀晶與前花樣滑冰國家代表選手李東勳拍擋參賽，他們以高難度的託舉動作和出色的滑行技巧獲得評審和觀眾的注目。擔任評審的韓國著名職業花樣滑冰選手金妍兒更以「像真正的滑冰選手」形容鄭秀晶，使鄭秀晶獲得高度評價。節目進行期間，鄭秀晶曾因狀態不佳而沒有進食，比賽結束後感到無力暈倒。總決賽以Carmen獲得55.2高分並獲勝，於8月14日與金妍兒參加「All that Skate Summer 2011」花樣滑冰表演。

- 2011年9月，鄭秀晶出演MBC情景喜劇《Highkick3短腿的反擊》播出，飾演性格單純、大大咧咧的高中生安秀晶，更帶動了「buing buing」撒嬌的潮流。

- 2013年，鄭秀晶得到在迷你連續劇演出的機會，參演由當紅人氣演員朴信惠、李敏鎬及金宇彬主演的SBS水木迷你連續劇《繼承者們》，在劇中飾演李寶娜一角，扮演一名燦爛、富有的高中學生，性格刁蠻，但率真可愛，是個討人喜歡的女孩。在整個拍攝過程，鄭秀晶在合作明星和工作人員中相當受歡迎[9][10]。製作商亦讚揚鄭秀晶在片場能很投入李寶娜一角，大家都相當驚訝[11]。由鄭秀晶飾演的李寶娜與飾演尹燦榮的CNBLUE姜敏赫這對情侶角色更在第二屆《Annual DramaFever Awards》獲得「最佳情侶獎」[12]。

- 2013年12月31日，鄭秀晶與申東燁、金媛熙共同擔任了SBS演技大賞主持人。

### 2014年－2015年：專屬實境節目、首度擔任女主角

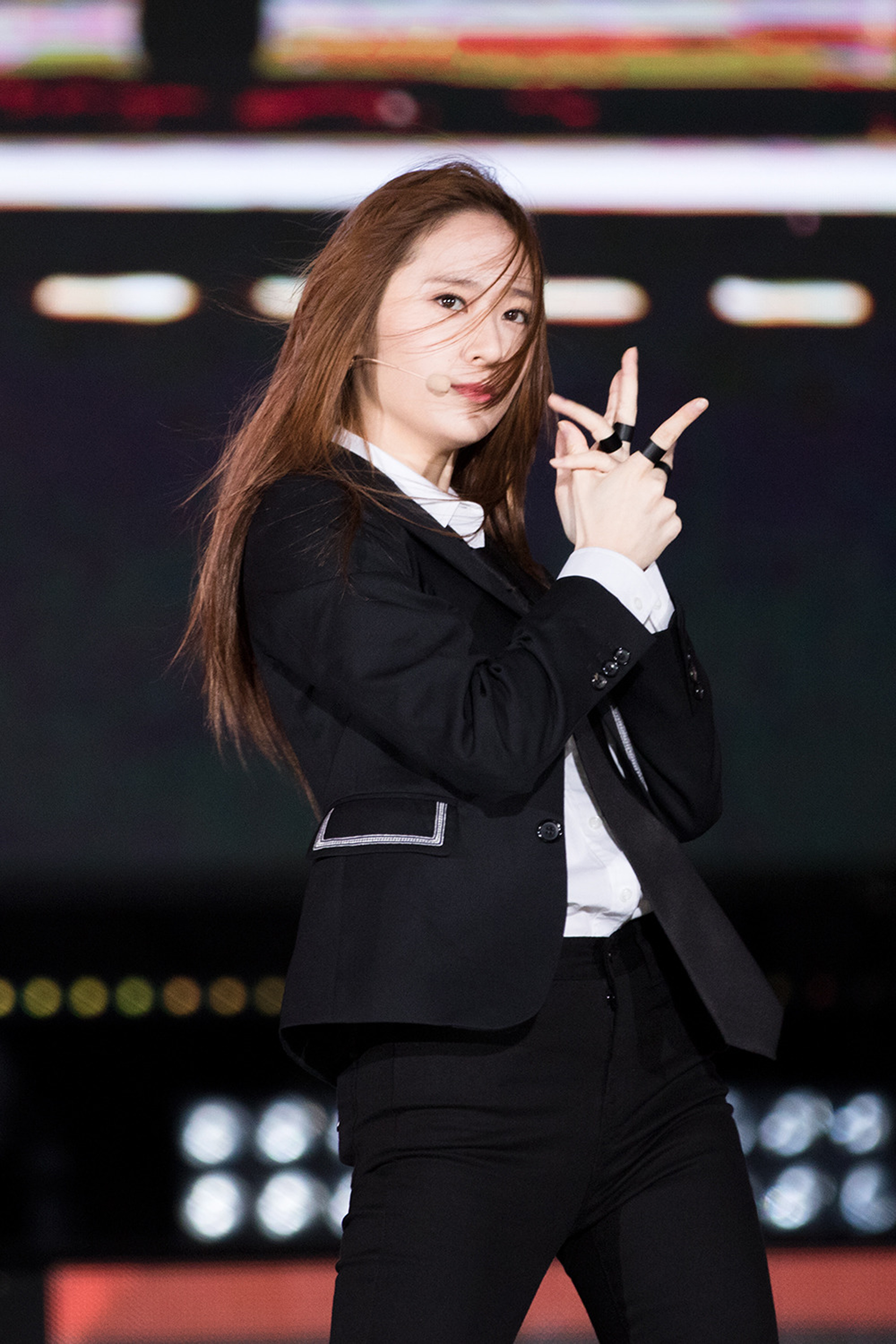
2015年10月25日，鄭秀晶與組合f(x)出席濟州島韓流慶典演唱會。

- 2014年2月，鄭秀晶參與S.M.THE BALLAD的第二張迷你專輯《SM the Ballad Vol. 2》，分別與最強昌珉及Chen合唱，並於2月12日的S.M. THE BALLAD Vol.2 Joint Recital Showcase 演唱《When I Was When U Were》。
- 2014年6月3日至8月5日，與其姐姐鄭秀妍共同出演由韓國OnStyle電視台所製作的實境秀《Jessica & Krystal》，透過節目向觀眾展現兩姐妹日常生活中的真實面貌，讓公眾重新認識她們。
- 2014年8月4日，確認出演SBS水木迷你連續劇《對我而言可愛的她》並首次於電視劇中擔任女主角，飾演努力實現音樂夢的作曲家練習生尹世娜。此劇於9月17日首播，而鄭秀晶除了擔任劇中的女主角，更為劇集演唱OST〈嗚咽〉。《對我而言可愛的她》以每集約2億韓圓被中國視頻分享網站優酷土豆集團買入版權，當時被喻為版權輸出至中國是史上最高價格的紀錄，展現鄭秀晶海外的高人氣。鄭秀晶亦憑此劇獲得了由全民投票選出的第51屆百想藝術大賞電視部門女子人氣賞[13]。

- 2015年3月11日，為韓國雜誌W Korea創刊10週年拍攝的微電影《聽見我的歌》於影片分享網站發佈，鄭秀晶於電影中飾演一個不善於表達自己內心感受的頂級演員[14][15]。

### 2016年－2017年：歌影視三棲發展
- 2016年1月21日，主持《第30届金唱片獎》，並與利特及全炫茂合作。

- 2016年2月29日，鄭秀晶出席於北京舉行的聚星之美頒獎典禮，並獲得了風尚魅力榜樣女神獎。
- 2016年3月，正式開拍中韓合作電影《閉嘴！愛吧》[16]，並擔任女主角，飾演舞者飛燕。電影於同年5月殺青，惟因種種因素，直至2020年年初亦尚未上映。
- 2016年5月，於中國溫州正式開拍中國電視劇《畢業季》[17]，並擔任女主角，飾演職場新人葉苒。電視劇於同年7月順利殺青，惟因種種因素，至今尚未播映。

- 2017年2月15日，正式公開與Glen Check成員金俊元合作的藝術企劃案，包括單曲《I Don't Wanna Love You》和寫真集。《I Don't Wanna Love You》是融合了許多元素的另類搖滾曲風，歌詞描述男女之間漸漸消失的愛情，金俊元與鄭秀晶的甜美歌聲經過變音和旋律的轉換，營造出獨特而夢幻的氛圍。[18]

- 2017年7月，出演 tvN 新劇《河伯的新娘 2017》。該劇改編自韓國漫畫家尹美庚的作品《河神的新娘》，鄭秀晶在劇中擔任性格高傲易怒，暗戀河伯的水國之神—武羅。為了飾演神界人物，鄭秀晶表示在說話方式和生僻的詞彙下了不少苦工，並特別花心思在妝容和服飾上。鄭秀晶亦因為完美消化了這角色的華麗造型，榮獲第3屆 Fashionista Awards TV/Film Fashion 部門一位。

- 2017年11月，出演以監獄為背景的tvN 新劇《機智牢房生活》，劇中擔任不論做什麼事情都很熱血的韓醫大學生—金智好。鄭秀晶為了符合角色的人物設定，出道以來首次剪去長髮，換上清爽的短髮。

- 2017年，作为封面人物登上男性時尚雜誌《GQ KOREA》12月刊，是《GQ KOREA》唯一一位女性年度人物，同時也是韓國首位登封《GQ KOREA》的女星。

### 2018－2020年：專注演技活動、簽約新公司
- 2018年6月，聯同演員李陣郁，以及Super Junior成員崔始源，一起成為韓國Audi 2018年品牌宣傳大使，而鄭秀晶亦會使用Audi TTS作為專車。

- 2018年9月，出演 OCN 新劇《Player》，一個關於四位高手組成將犯罪收益回購的最強團隊，將不義之財還給社會的故事。鄭秀晶於劇中飾演從小被父母遺棄，有著與生俱來駕駛本領的的車手—車雅玲。該劇在2018年9月29日開始首播，更以4.474%收視率創下OCN電視劇首播最高收視率。隊友Luna亦為應援鄭秀晶，演唱劇集OST《Bluffing》。

- 2019年6月，鄭秀晶獲選為第 15 屆堤川國際音樂電影節宣傳大使，並於7月8日出席宣傳大使委任儀式。電影節每年都會選出喜愛音樂和電影，又備受觀眾和網友們喜愛的演員，將其委任為宣傳大使，向國內外觀眾宣傳電影節。而鄭秀晶進行f(x)團隊活動及其他音樂活動的同時，還積極參與演技活動，備受觀眾喜愛，因而被委任為宣傳大使。

- 2019年7月，確定出演崔河那導演的獨立電影《悲喜交加》並擔任主角。她飾演對任何人都不會輕易膽怯，個性非常積極勇敢的大學生，愛得火熱並因此懷孕，在結婚前夕展開尋找親生父親的旅程。

- 2019年9月，f(x)成員Amber、Luna相繼約滿離開公司，Victoria與SM娛樂討論新方案，而鄭秀晶與SM娛樂的合約尚未到期，將以演員身分活動。雖然成員不再續約，但所有成員與SM均未宣布解散組合，亦即在暫停大部分商業活動的情況下，f(x)仍將繼續存在。

- 2019年10月，確定出演李桂碧導演的新作《酸酸甜甜》，正式挑戰商業電影。

- 2020年1月，確定出演OCN新劇《Search》，飾演有著超強的體力、聰明的頭腦和滿滿的勝負欲，同時有著神秘身世的精英女軍官—孫藝琳。[19]

- 2020年8月18日，新聞指出鄭秀晶已於8月正式離開SM娛樂，結束長達10年的合作[20]。

- 2020年8月底，鄭秀晶與SM娛樂合約到期，經商討後決定不再續約，正式結束11年的合作。雖然約滿離開SM娛樂，但鄭秀晶並無表明離開團體，SM娛樂也未對外宣布團體解散。2020年10月12日，H&娛樂宣布與鄭秀晶簽訂專屬合約，表示未來會為她展開更豐富的演藝活動做最大的努力。

- 2024年2月底，與H&經紀公司不續約，加入BANA娛樂公司，專注回歸音樂。

## 個人生活
- 2013年4月8日，鄭秀晶第一次開通Instagram分享生活照，帳號為kjungxox，但因為部份網友的不斷攻擊而關閉了帳號[21][22]。

- 2015年3月22日，鄭秀晶第二次公開Instagram分享生活照。帳號為vousmevoyez （页面存档备份，存于），在法文中的意思為「你看見我了」。
- 2016年3月4日，鄭秀晶開通微博，帳號為KrystalJung （页面存档备份，存于）。
- 2016年4月1日與韓國男子團體EXO成員KAI公開戀情，而兩人在公開1年2個月之後，於2017年6月1日宣佈分手[23][24]。

## 音樂作品
所屬團體作品，請參閱 f(x)音樂作品列表

### 音樂原聲帶
| 年份   | 發布日期 | 電影/電視劇名稱         | 歌曲名稱      | 合作藝人      |
| ------ | -------- | ----------------------- | ------------- | ------------- |
| 2009年 | 11月16日 | KBS《天下無敵李平岡》   | 困難又簡單    | Luna          |
| 2010年 | 1月27日  | KBS《學習之神》         | 展開翅膀      | Amber、Luna   |
| 2010年 | 4月23日  | KBS《灰姑娘的姐姐》     | 呼喚          | Luna          |
| 2011年 | 2月24日  | SBS《Sign》             | Because of Me | 不適用        |
| 2012年 | 8月15日  | SBS《致美麗的你》       | Butterfly     | Jessica       |
| 2014年 | 4月7日   | 電影《Make Your Move》  | Say Yes       | Jessica、Kris |
| 2014年 | 7月25日  | SBS《對我而言可愛的她》 | 呜咽          | 不適用        |

### 其他歌曲
| 發行日期      | 單曲名稱               | 合作歌手 | 項目                            |
| ------------- | ---------------------- | -------- | ------------------------------- |
| 2010年5月28日 | Melody                 | 不適用   | Melody Project–Moderato         |
| 2011年1月29日 | Grumbling              | 利特     | MBC《享受今天》- Ballad Project |
| 2014年2月13日 | When I Was When U Were | Chen     | S.M.THE BALLAD                  |
| 2014年2月13日 | Breath (Japanese Ver.) | 沈昌珉   | S.M.THE BALLAD                  |
| 2017年2月15日 | I Don't Wanna Love You | 金俊元   |                                 |
| 2024年2月14日 | I'm Coming Back        | 不適用   |                                 |
| 2024年2月     | Georgy Porgy           | 不適用   |                                 |

### 音樂錄影帶（MV）
| 發布日期       | 歌手            | 歌曲名稱                                                         | 备注                    |
| -------------- | --------------- | ---------------------------------------------------------------- | ----------------------- |
| 2000年         | 神话            | Wedding March                                                    |                         |
| 2006年         | Rain            | Still Believe                                                    |                         |
| 2009年         | SHINee          | Juliette （页面存档备份，存于）                                  |                         |
| 2010年         | Alex            | Sweet Dreams （页面存档备份，存于）                              | Melody Project–Andante  |
| 2010年10月31日 | Krystal         | Melody （页面存档备份，存于）                                    | Melody Project–Moderato |
| 2013年1月24日  | Byul            | Spring Will Probably Come （页面存档备份，存于）                 | Melody Project–Fermata  |
| 2013年3月7日   | Tei             | Memories Are More Beautiful Than Farewell （页面存档备份，存于） | Melody Project–Adagio   |
| 2014年2月12日  | 沈昌珉、Krystal | Breath (Japanese Ver.) （页面存档备份，存于）                    | S.M.THE BALLAD          |
| 2017年2月14日  | Krystal         | I Don`t Wanna Love You （页面存档备份，存于）                    |                         |

## 影視作品
與團體共同出演作品，請參閱 f(x)影視作品列表

### 電視劇
| 年份   | 電視台   | 電視劇名稱               | 角色     | 性質       |
| ------ | -------- | ------------------------ | -------- | ---------- |
| 2010年 | MBC      | 《越看越可愛》           | 鄭秀晶   | 女配角     |
| 2011年 | SBS      | 《Welcome to the Show》  | 鄭秀晶   | 客串       |
| 2011年 | MBC      | 《Highkick3短腿的反擊》  | 安水晶   | 女配角     |
| 2013年 | SBS      | 《繼承者們》             | 李寶娜   | 女配角     |
| 2014年 | tvN      | 《馬鈴薯星2013QR3》      | 鄭秀晶   | 客串       |
| 2014年 | SBS      | 《對我而言可愛的她》     | 尹世娜   | 女主角     |
| 2016年 | SBS      | 《藍色海洋的傳說》       | 裴敏智   | 客串       |
| 2017年 | tvN      | 《河伯的新娘 2017》      | 武羅     | 第二女主角 |
| 2017年 | tvN      | 《機智牢房生活》         | 金知好   | 女主角     |
| 2018年 | OCN      | 《玩家》                 | 車雅玲   | 女主角     |
| 2020年 | OCN      | 《Search》               | 孫藝琳   | 女主角     |
| 2021年 | KBS      | 《警察課程》             | 吳江熙   | 女主角     |
| 2022年 | KBS      | 《Crazy Love》           | 李信雅   | 女主角     |
| 2024年 | tvN      | 《玩家2》                | 車雅玲   | 客串       |
| 2025年 | TVING    | 《我死的一週前》         | 陰間使者 | 客串       |
| 待播   | 騰訊視頻 | 《畢業季》（2016年拍攝） | 葉苒     | 女主角     |

### 電影
| 年份   | 電影名稱                     | 角色   | 角色     | 性質     |
| ------ | ---------------------------- | ------ | -------- | -------- |
| 2020年 | 《我孕故我在》               | 托爾   | 女主角   | 獨立電影 |
| 2021年 | 《酸酸甜甜愛上你》           | 韓寶英 | 第二女主 | 商業電影 |
| 2023年 | 《誆世巨作：蜘蛛窩新宇宙》   | 韓宥琳 | 女配角   | 商業電影 |
| 待上映 | 《閉嘴！愛吧》（2016年拍攝） | 飛燕   | 女主角   |          |

### 微電影
| 年份   | 電影名稱       | 角色   | 性質                        |
| ------ | -------------- | ------ | --------------------------- |
| 2015年 | 《聽見我的歌》 | 秀晶   | W Korea创刊10周年微电影     |
| 2016年 | 《曖昧日記》   | 女主角 | ETUDE HOUSE美妝網絡迷你網劇 |

## 綜藝節目
與團體成員共同出演作品，請參閱 f(x)影視作品列表

### 固定出演
| 年份   | 日期             | 電視台   | 節目                                   | 備註   |
| ------ | ---------------- | -------- | -------------------------------------- | ------ |
| 2011年 | 5月22日－8月21日 | SBS      | 《金妍兒的Kiss & Cry》                 | 參賽者 |
| 2014年 | 6月3日－8月5日   | On Style | 《Jessica & Krystal》                  |        |
| 2021年 | 9月28日－        | Lifetime | 《Jessica and Krystal - US Road Trip》 |        |

## 主持

### 節目主持
| 年份   | 日期           | 電視台     | 節目                      | 備註                               |
| ------ | -------------- | ---------- | ------------------------- | ---------------------------------- |
| 2010年 | 1月10日－17日  | SBS MTV    | 《The M Special Concert》 | 特别MC，搭檔Sulli、昇昊            |
| 2010年 | 5月2日－8月1日 | Arirang TV | 《The M Wave》            | 搭檔天動                           |
| 2010年 | 6月5日         | MBC        | 《Show! 音樂中心》        | 特别MC，搭檔始源、銀赫             |
| 2010年 | 6月15日        | KBS2       | 《乘風破浪》              | 一日MC，搭檔鄭容和                 |
| 2010年 | 8月7日         | MBC        | 《Show! 音樂中心》        | 特别MC，搭檔溫流                   |
| 2010年 | 8月14日        | MBC        | 《Show! 音樂中心》        | 特别MC，搭檔温流、裴秀智、Nichkhun |
| 2010年 | 9月18日        | MBC        | 《Show! 音樂中心》        | 特别MC，搭檔銀赫、 莉茲            |
| 2010年 | 12月10日－17日 | MBC        | 《偉大的誕生》            | 搭檔Luna                           |
| 2011年 | 9月9日         | MBC        | 《偉大的誕生》            | 搭檔Victoria、Amber、Sulli         |
| 2012年 | 6月24日        | SBS        | 《人氣歌謠》              | 特别MC，搭檔李鍾碩、黄光熙         |
| 2013年 | 5月10日        | SBS        | 《希望TV慈善義賣活動》    |                                    |

### 典禮主持
| 年份   | 日期     | 電視台 | 節目                 | 備註                       |
| ------ | -------- | ------ | -------------------- | -------------------------- |
| 2012年 | 6月28日  | Mnet   | 《Mnet 20's choice》 | 特别MC，搭檔Victoria、Luna |
| 2012年 | 11月30日 | Mnet   | 《Mnet亞洲音樂大獎》 | 頒獎人                     |
| 2013年 | 12月30日 | SBS    | 《SBS演藝大獎》      | 搭檔申东烨、金媛熙         |
| 2015年 | 12月2日  | Mnet   | 《Mnet亞洲音樂大獎》 | 頒獎人                     |
| 2016年 | 1月21日  | JTBC   | 《第30届 金唱片獎》  | 搭檔利特、全炫茂           |

## 獎項

### 大型頒獎禮獎項
| 年份   | 名稱                           | 獎項                       | 作品                             | 結果 |
| ------ | ------------------------------ | -------------------------- | -------------------------------- | ---- |
| 2010年 | 第10屆 MBC演藝大賞             | 喜劇部門最佳新人獎         | 《越看越可愛》                   | 獲獎 |
| 2014年 | 第2屆 Annual DramaFever Awards | 最佳情侶獎（與姜敏赫）     | 《欲戴王冠，必承其重－繼承者們》 | 獲獎 |
| 2014年 | 第7屆 亞洲時尚偶像獎           | 10大時尚指標賞（與鄭秀妍） | 《Jessica & Krystal》            | 提名 |
| 2014年 | 第21屆 SBS演技大獎             | 迷你電視劇 女子優秀演技獎  | 《對我而言可愛的她》             | 提名 |
| 2015年 | 第51屆 百想藝術大賞            | 电视部门女子人氣賞         | 《對我而言可愛的她》             | 獲獎 |
| 2015年 | 第1屆 Fashionista Awards       | Realway 部門一位           | 不適用                           | 獲獎 |
| 2016年 | 聚星之美盛典                   | 風尚魅力榜樣女神獎         | 不適用                           | 獲獎 |
| 2016年 | 第2屆 Fashionista Awards       | Realway 部門一位           | 不適用                           | 獲獎 |
| 2017年 | 第3屆 Fashionista Awards       | TV/Film Fashion部門一位    | 《河伯的新娘 2017》              | 獲獎 |
| 2021年 | 第57屆 百想藝術大賞            | 電影部門女子新人賞         | 《我孕故我在》                   | 提名 |
| 2021年 | 第26屆 春史電影賞              | 最佳女子新人獎             | 《我孕故我在》                   | 提名 |
| 2021年 | 第41屆 金影電影獎              | 人氣女演員獎               | 《我孕故我在》                   | 獲獎 |
| 2021年 | 第42屆 青龍電影獎              | 最佳女子新人獎             | 《我孕故我在》                   | 提名 |
| 2021年 | 第35屆 KBS演技大獎             | 女子新人獎                 | 《警察課程》                     | 獲獎 |
| 2022年 | 第36屆 KBS演技大賞             | 女子網路人氣獎             | 《瘋狂愛上你》                   | 獲獎 |
| 2022年 | 第36屆 KBS演技大賞             | 女子優秀演技獎             | 《瘋狂愛上你》                   | 提名 |
| 2023年 | 第59屆 大鐘賞                  | 最佳女配角獎               | 《誆世巨作：蜘蛛窩新宇宙》       | 提名 |
| 2023年 | 第44屆 青龍電影獎              | 最佳女配角獎               | 《誆世巨作：蜘蛛窩新宇宙》       | 提名 |
| 2023年 | 第28屆 春史電影賞              | 最佳女配角獎               | 《誆世巨作：蜘蛛窩新宇宙》       | 獲獎 |
| 2024年 | 第60屆百想藝術大獎             | 電影部門 女子配角獎        | 《誆世巨作：蜘蛛窩新宇宙》       | 提名 |
| 2024年 | 第33屆釜日電影獎               | 最佳新人女演員             | 《誆世巨作：蜘蛛窩新宇宙》       | 獲獎 |

## 外部連結
- 鄭秀晶的Instagram帳戶
- 鄭秀晶的新浪微博